# Jürgen Zopp
Jürgen Zopp (* 29. März 1988 in Tallinn) ist ein estnischer Tennisspieler.

## Leben und Karriere
Zopp konnte seinen ersten Titel auf der Challenger Tour im Februar 2012 feiern. In Kasan setzte er sich in zwei Sätzen gegen Marius Copil durch, was ihn zwischenzeitlich auf Platz 121 in der Weltrangliste beförderte. Sein Grand-Slam-Debüt feierte er 2012 bei den Australian Open, als er sich erstmals für das Hauptfeld qualifizieren konnte. In der ersten Runde unterlag er jedoch James Duckworth glatt in drei Sätzen.
Beim Turnier in Bukarest 2012 qualifizierte sich Zopp erneut für das Hauptfeld eines Turniers der ATP World Tour und traf in der ersten Runde auf den Rumänen Victor Crivoi. Mit 6:3, 6:3 behielt Zopp die Oberhand und sicherte sich so seinen ersten Sieg in einem Hauptfeld auf der World Tour. Im anschließenden Achtelfinale gegen den deutschen Qualifikanten Daniel Brands verpasste er jedoch den Einzug ins Viertelfinale klar und unterlag in zwei Sätzen. Bei den Grand-Slam-Turnieren in Roland Garros und Wimbledon qualifizierte sich Zopp wie schon in Melbourne für das Hauptfeld, scheiterte aber jeweils in der Auftaktpartie. In Båstad erreichte er dann erstmals das Viertelfinale eines Turniers der World Tour. Bei den US Open stand Zopp aufgrund seines Weltranglistenplatzes erstmals direkt im Hauptfeld eines Grand Slams. Mit einem 3:1-Sieg über Denis Istomin, der knapp 50 Plätze vor Zopp in der Weltrangliste stand, zog er zudem erstmals in die zweite Runde eines Slams ein. Die Saison endete für ihn mit einer Niederlage im Achtelfinale in Stockholm.
Die Saison 2013 begann Jürgen Zopp aufgrund einer Rückenverletzung erst im Mai in Nizza und bei den French Open. Dank der Protected-Ranking-Regelung startete er in Roland Garros direkt im Hauptfeld, so auch im Anschluss unter anderem in Wimbledon und den US Open, kam dabei aber nie über die erste Runde hinaus. In der Weltrangliste fiel er bereits vor Ende des Jahres aus den Top 300 heraus. Auch 2014 verpasste er wegen seiner Verletzung die Australian Open. Erst im März 2014 gab er in Kasan bei einem Challengerturnier sein Comeback. Im Laufe der Saison verpasste er mehrfach die Qualifikation für ein Hauptfeld auf der World Tour, außerdem spielte er einige Challenger- und Future-Turniere. Bis zum Ende der Saison hatte er sich von Rang 335 auf Rang 189 verbessert.
2015 schaffte er es nur zweimal, sich für ein Hauptfeld auf der World Tour zu qualifizieren. Auf der Challenger Tour erreichte er bei seinen Teilnahmen im Einzel nur selten das Viertelfinale. Sein bestes Resultat war die Finalteilnahme Ende Oktober in Ningbo. Im Doppel gewann er in Nanjang seinen zweiten Karrieretitel. In der Saison 2016 kam es zu keiner Steigerung. Seine größten Erfolge waren mehrere Viertelfinalteilnahmen sowie ein Halbfinale auf der Challenger Tour. Erst im Oktober gelang ihm auf der World Tour in Stockholm die erste erfolgreiche Qualifikation für ein Hauptfeld, er erreichte das Achtelfinale. Gleichzeitig war es sein letztes Spiel in dieser Saison. Während er in der Saison 2015 konstant in den Top 200 der Weltrangliste platziert war, fiel er 2016 stetig zurück und schloss das Jahr auf Rang 329 ab. Mitte 2017 fiel er nochmals auf Rang 500 ab und spielte im Saisonverlauf daher vermehrt auf der Future Tour und musste auf der Challenger Tour in den Qualifikationsfeldern antreten. Im September gewann er in Alphen aan den Rijn seinen dritten Einzeltitel auf der Challenger Tour.
Seit 2006 spielt Zopp für die estnische Davis-Cup-Mannschaft. Er ist der bisher am besten jemals platzierte Tennisspieler aus Estland.

## Erfolge
| Legende (Anzahl der Siege)  |
| Grand Slam                  |
| ATP World Tour Finals       |
| ATP World Tour Masters 1000 |
| ATP World Tour 500          |
| ATP World Tour 250          |
| ATP Challenger Tour (5)     |

### Einzel

#### Turniersiege
| Nr. | Datum              | Turnier             | Belag         | Finalgegner   | Ergebnis       |
| --- | ------------------ | ------------------- | ------------- | ------------- | -------------- |
| 1.  | 5. Februar 2012    | Kasan               | Hartplatz (i) | Marius Copil  | 7:64, 7:64     |
| 2.  | 16. November 2014  | Helsinki            | Hartplatz (i) | Dudi Sela     | 6:4, 5:7, 7:66 |
| 3.  | 10. September 2017 | Alphen aan den Rijn | Sand          | Tommy Robredo | 6:3, 6:2       |

### Doppel

#### Turniersiege
| Nr. | Datum              | Turnier  | Belag     | Partner           | Finalgegner                   | Ergebnis  |
| --- | ------------------ | -------- | --------- | ----------------- | ----------------------------- | --------- |
| 1.  | 5. Mai 2012        | Tunis    | Sand      | Jerzy Janowicz    | Nicholas Monroe Simon Stadler | 7:61, 6:3 |
| 2.  | 19. September 2015 | Nanchang | Hartplatz | Jonathan Eysseric | Lee Hsin-han Amir Weintraub   | 6:4, 6:2  |